# Сенляу
Сенляу (баш. сеңләү — причитание) — жанр башкирской народной музыки, прощальная песня невесты.

## История
Ритуальное оплакивание невесты сенляу символизирует временную смерть, переход невесты к другому роду. Сенляу связан с восходит к домусульманским воззрениям башкир, связанным с магией плача.
Перед обрядом сенляу родственники невесты наряжались в «медвежьи шубы» — айыу туны, которые, могли быть сшиты из шкур любых животных.
В последние годы в Башкортостане наблюдается возрождение интереса к фольклору, праздникам и обрядам с красочным оформлением, символикой праздничных подарков, атрибутов.

## Характеристика жанра
Мелодия сенляу основана на пентатонике, исполняется речитативом.
По содержанию и эмоциональной окраске различают сенляу-раздумья, сенляу-обращения, сенляу-обругивания.
Сенляу — раздумья посвящены судьбе женщины, родной стороне, людям, которых оставляет невеста. Мольбы, просьбы её к божествам: «Етегән тигән ете йондоҙ, /Өлкәрҙәрен ташлап китә алмай. /Ҡыҙ балаҡай ниңә илай тиһәң, /Йорт-илкәйен ташлап китә алмай.» («Большая Медведица — семь звёзд, /Плеяду свою не может оставить. /Дева юная потому и плачет, /Родную землю не может оставить.»).
В сенляу — обращениях невеста высказывает упрёки, обиды близким: «Уҡа ғына төйҙөм төйөнгә, /Атаҡайым, һинең өйөңдә. /Зар илатып мине биргән өсөн /Күрерһеңме икән гүреңдә?» («Нити в клубок собирала, /Отец мой, в доме твоём. /За то, что насильно выдал меня, /Познаешь ли беду на свете том?»).
Сенляу-обругивания обращены к своим и будущим родственникам, исходят из магии сквернословия, отпугивающей злые силы. Жених нередко изображался в них карикатурно: «Кейәү ҙә кейәү тинегеҙ, /Кейәүгенәгеҙ шулмы ни? /Аяғы салғы һабындай, /Ауыҙы ҡаҙан ҡабындай.» («Жених да жених говорили, /Уж не этот ли ваш зятёк? /Ноги, как косовища, /Рот, как большой котёл.»).
Сенляу сначала водили хоровод с невестой в центре. Затем невеста кружилась с каждой из подруг, после чего женщины укрывали их занавесью или яркой шалью, под которой продолжались причитания, плачи, жалобы.